# Garringo
Garringo è un film del 1969, diretto da Rafael Romero Marchent.

## Trama
Johnny, da ragazzino ha assistito all'uccisione di suo padre, un ufficiale accusato dai suoi commilitoni. Johnny viene cresciuto dallo sceriffo insieme alla figlia. Johnny conduce alla vita continua, ma il trauma della morte del padre è infatti segnato. Il giovane è diventato un killer di soldati che li uccide disarmati oppure dopo averli sequestrati. Lo sceriffo chiede aiuto al tenente amico Garringo, per farlo calmare.
Girato parzialmente nello stesso villaggio di:
"Per un pugno di dollari"